# William J. Keating

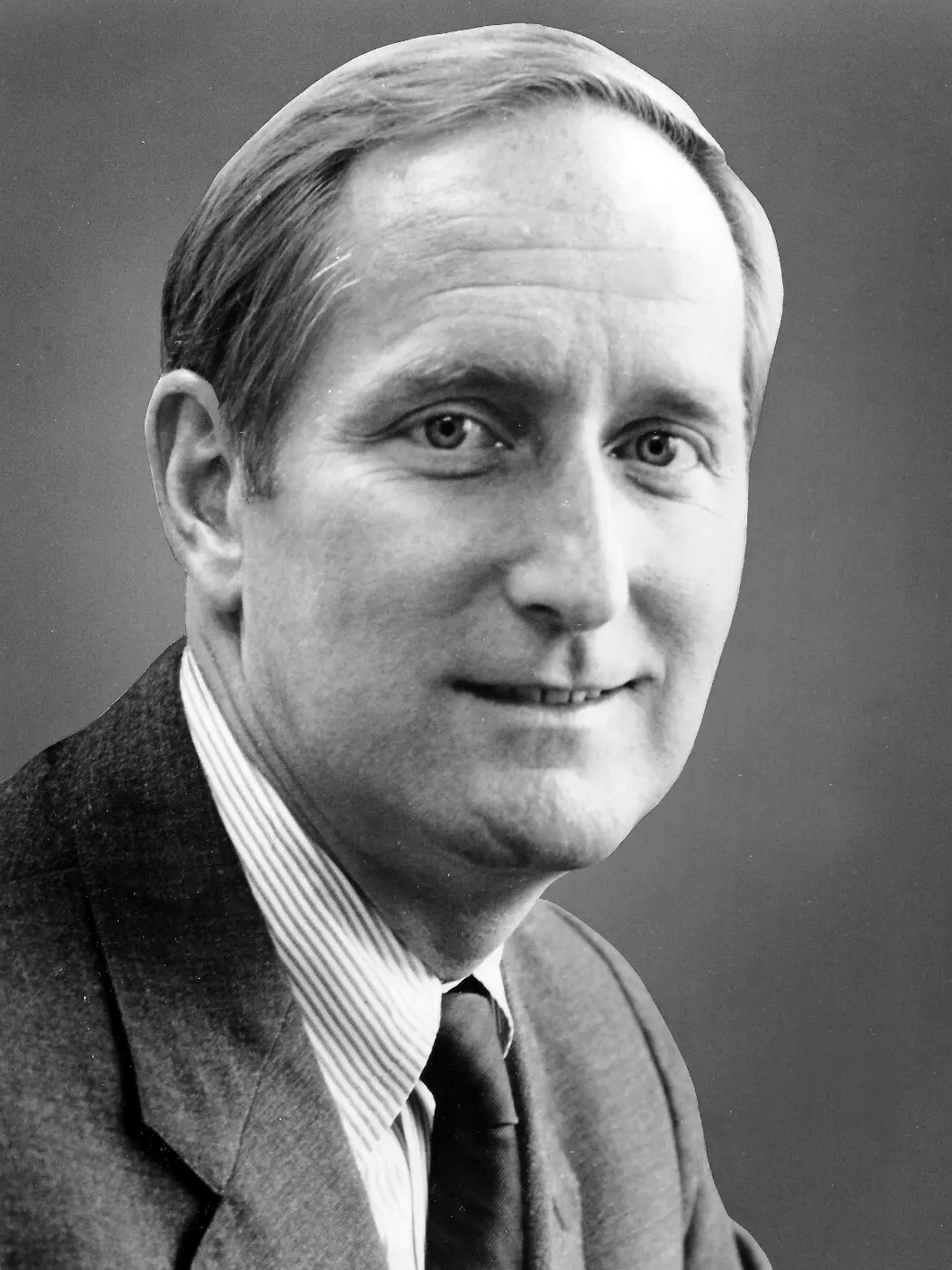
William J. Keating, 1972

William John Keating (* 30. März 1927 in Cincinnati, Ohio; † 20. Mai 2020 ebenda) war ein  US-amerikanischer Politiker der Republikanischen Partei. Vom 3. Januar 1971 bis zu seinem Rücktritt 1974 war er Mitglied des Repräsentantenhauses der Vereinigten Staaten für den 1. Kongressdistrikt des Bundesstaates Ohio.

## Werdegang
William J. Keating wurde in Cincinnati geboren. Dort besuchte er die öffentlichen Schulen. Im Zweiten Weltkrieg stand er in Diensten der US Navy als Seemann 2. Klasse. 1945 schloss er die High School an der St. Xavier High School in Cincinnati ab. Anschließend studierte er an der University of Cincinnati Jura. Seinen Bachelor of Arts und seinen Juris Doctor erwarb er dort 1950. Im selben Jahr wurde er als Rechtsanwalt zugelassen. Von 1957 bis 1958 war er Assistent des Attorney General von Ohio. In den Jahren 1958 bis 1967 versah er seinen Dienst als Richter für die Stadt Cincinnati und das Hamilton County. Im Stadtrat von Cincinnati saß er von 1967 bis 1970. 1972 war er Delegierter zur Republican National Convention in Miami Beach. 
Bei den Kongresswahlen 1970 wurde Keating als Vertreter des 1. Distrikts von Ohio ins US-Repräsentantenhaus gewählt. 1974 erklärte er seinen Rücktritt. Nach seinem Ausscheiden aus dem Repräsentantenhaus war er in verschiedenen Positionen in Wirtschaftsunternehmen, vor allem der Zeitungs- und Verlagsbranche, tätig. 
Zuletzt lebte Keating in seiner Geburtsstadt.

## Einzelnachweis
1. ↑  Andrew Brownfield: Law firm founder and former congressman Bill Keating Sr. dies at 93. In: Cincinnati Business Courier, 20. Mai 2020.